# Ulf Mark Schneider
Ulf Mark Schneider, född 9 september 1965, är en tysk-amerikansk företagsledare som är VD för världens största livsmedelsproducent Nestlé S.A sedan den 1 januari 2017. Han var tidigare VD för den tyska medicintekniska företaget Fresenius AG mellan 2003 och 2016 och ledamot i amerikanska kemikoncernen Dupont mellan 2014 och 2017.
Schneider avlade en doktorsexamen i nationalekonomi vid Sankt Gallens universitet och en master of business administration vid Harvard Business School.